# Антресоль

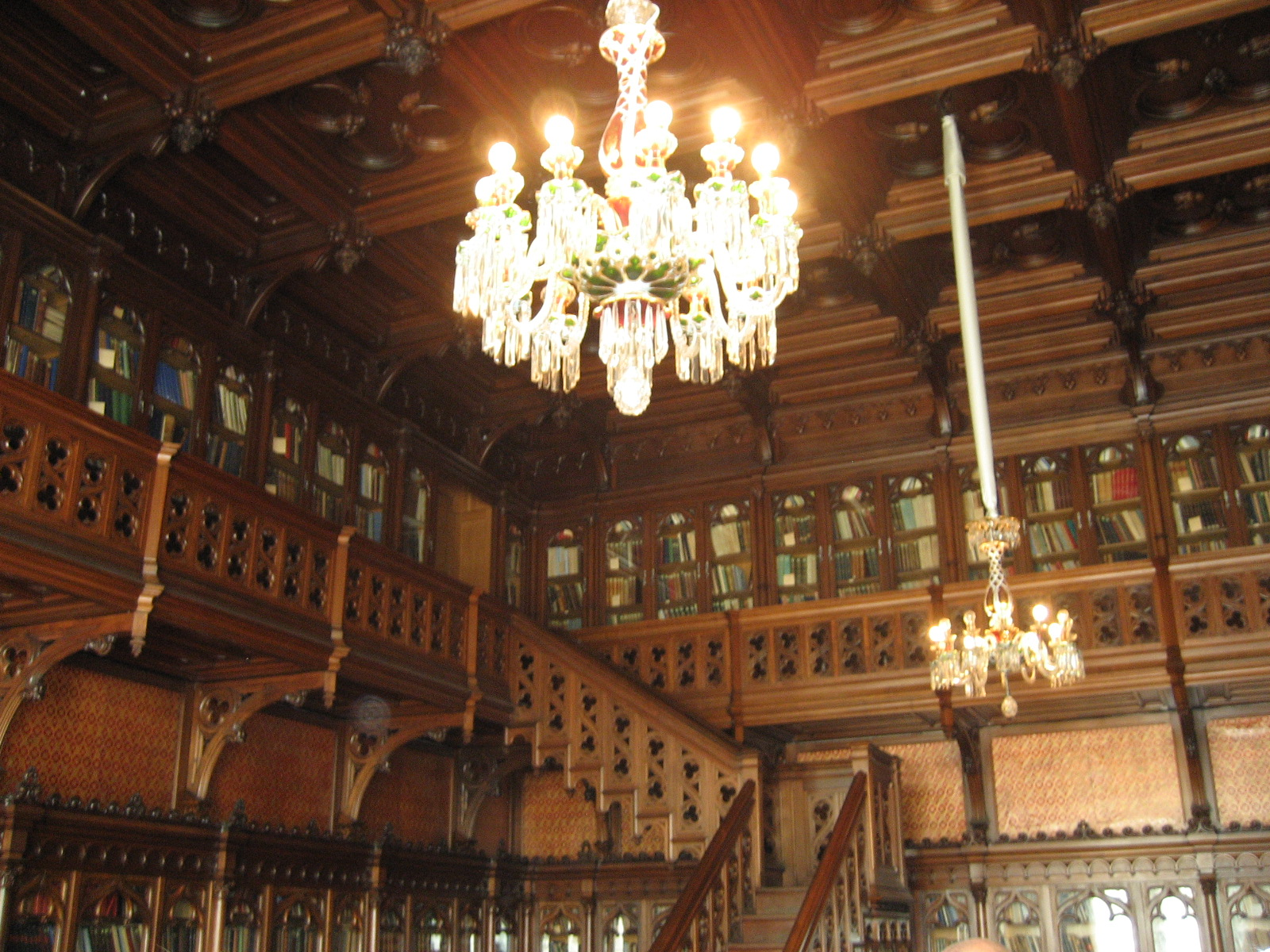
Деревянная библиотека в антресолях Зимнего дворца

Антресо́ль (фр. entresol) — верхний миниэтаж, встроенный в объём основного этажа в особняках и усадебных домах XVIII века и первой половины XIX века. Как правило, имеет низкий потолок. При этом приходится или делить большие окна этажа, или устраивать форменный низенький этаж с самостоятельными, сравнительно малой величины окнами.
Антресолью также называется верхняя часть высокой комнаты, разделённой на два полуэтажа. В советских и постсоветских домах используется множественное число «антресоли», обозначающее секцию потолочного шкафа, отделённую под кладовые нужды (чаще всего присутствовала в домах 1945—1970 годов постройки; позже была заменена и (или) дополнена полноценной кладовой комнатой).

## Современность
В настоящее время антресоль служит методом зонирования жилого пространства. В комнатах с высоким потолком антресоли могут стать дополнительной комнатой: спальней, кабинетом, библиотекой. Особую роль антресоли играют в студиях и маленьких квартирах, позволяя извлекать пользу из высоты, в условиях недостатка площади.